# Melanella roegerae
Melanella roegerae is een slakkensoort uit de familie van de Eulimidae. De wetenschappelijke naam van de soort is voor het eerst geldig gepubliceerd in 1932 door Cotton & Godfrey.